# Estrada de Ferro Campos do Jordão
A Estrada de Ferro Campos do Jordão é uma estrada de ferro eletrificada no estado de São Paulo que liga as cidades de Pindamonhangaba a Campos do Jordão, sendo hoje utilizada somente para transporte de passageiros, essencialmente em passeios turísticos. É de propriedade do governo do Estado de São Paulo, sendo administrada pela Secretaria dos Transportes Metropolitanos.
De janeiro a outubro de 2019, transportou 162 622 passageiros, tanto em seu serviço de subúrbios (similar aos trens metropolitanos da capital paulista) como em seus serviços turísticos.

## História
A Estrada de Ferro Campos do Jordão foi idealizada pelos médicos sanitaristas Emílio Marcondes Ribas e Victor Godinho com o objetivo de facilitar aos seus pacientes um acesso mais rápido e confortável a Campos do Jordão, por esta ser uma vila no alto da Serra da Mantiqueira, com clima da montanha ideal para as pessoas tratarem-se da tuberculose.
Sua construção foi autorizada pelo Governo do Estado de São Paulo em 28 de novembro de 1910 (através da Lei nº 1.221), sendo iniciada em 27 de abril de 1912. Foi inaugurada em 15 de novembro de 1914. Neste ano, a sociedade detentora da concessão ferroviária começou a enfrentar problemas financeiros, principalmente devido ao início da Primeira Guerra Mundial. Assim, em 1916, os acionistas autorizaram a encampação da estrada pelo Governo Estadual, que a opera e mantém desde então.
Até 1916, os trens da ferrovia eram exclusivamente movidos a vapor, sendo substituídos neste ano por automotrizes a gasolina. Em 1924, a eletrificação da estrada foi concluída pela English Electric, permitindo o uso de composições elétricas.
Outro papel importante que a ferrovia exerceu foi nas comunicações regionais, por meio da operação do serviço telefônico. Implantado no ano de 1917, inicialmente era voltado para as necessidades do controle de tráfego, mas logo passou a atender também aos moradores dos municípios servidos pela ferrovia.
Ela operou o serviço telefônico da região até novembro de 1971, quando esse foi transferido ao governo do estado, que passou a operá-lo através da Companhia de Telecomunicações do Estado de São Paulo (COTESP).
A estrada cumpriu por vários anos os objetivos que motivaram a sua construção, proporcionando acesso aos sanatórios de Campos do Jordão e escoando a produção agrícola da serra. Em 1936, com a emancipação política de Campos do Jordão, realiza sua primeira viagem turística. Em 1977, deixa de transportar cargas, tornando-se exclusiva para o transporte de passageiros. É, por fim, transferida à Secretaria dos Transportes Metropolitanos do Estado de São Paulo em 2011, recebendo obras de modernização e revitalização a partir de então.
Em 2021, o trecho de serra, que já não operava desde 2017 devido à falta de segurança, assim como o do trem de subúrbios, foram alvo de furtos de cabos e vandalismo, com cerca de 30 km de cabos subtraídos (dos 47 da ferrovia), além da destruição de diversos postes de sustentação. Isso acarretou a suspensão, por tempo indeterminado, do serviço de subúrbios enquanto durassem os reparos, com um serviço de ônibus sendo ativado para substituí-lo. Em 2024, o serviço continua suspenso, com as únicas atividades comerciais da Estrada limitadas aos bondes turísticos em Campos do Jordão, enquanto prepara-se uma concessão de seus serviços ao setor privado.

## Dados técnicos
A Estrada de Ferro Campos do Jordão opera no sistema de simples aderência roda-trilho nos trechos de serra, tendo uma velocidade máxima de 45 km/h em nível em seu trecho de subúrbios (entre Pindamonhangaba e Piracuama), 22 km/h nos trechos de serra e 30 km/h dentro do perímetro urbano de Campos do Jordão, sendo eletrificada em todos os seus 47 quilômetros.
A eletrificação foi realizada por sistema de catenária (linha suspensa de contato que fornece energia ao trem) a 1.500 Volts DC com uma única subestação nas proximidades da estação de Eugênio Lefévre (em Santo Antônio do Pinhal) alimentando toda a ferrovia. As automotrizes pesam 23 toneladas com 230 HP de potência, podendo carregar em média 40 passageiros.

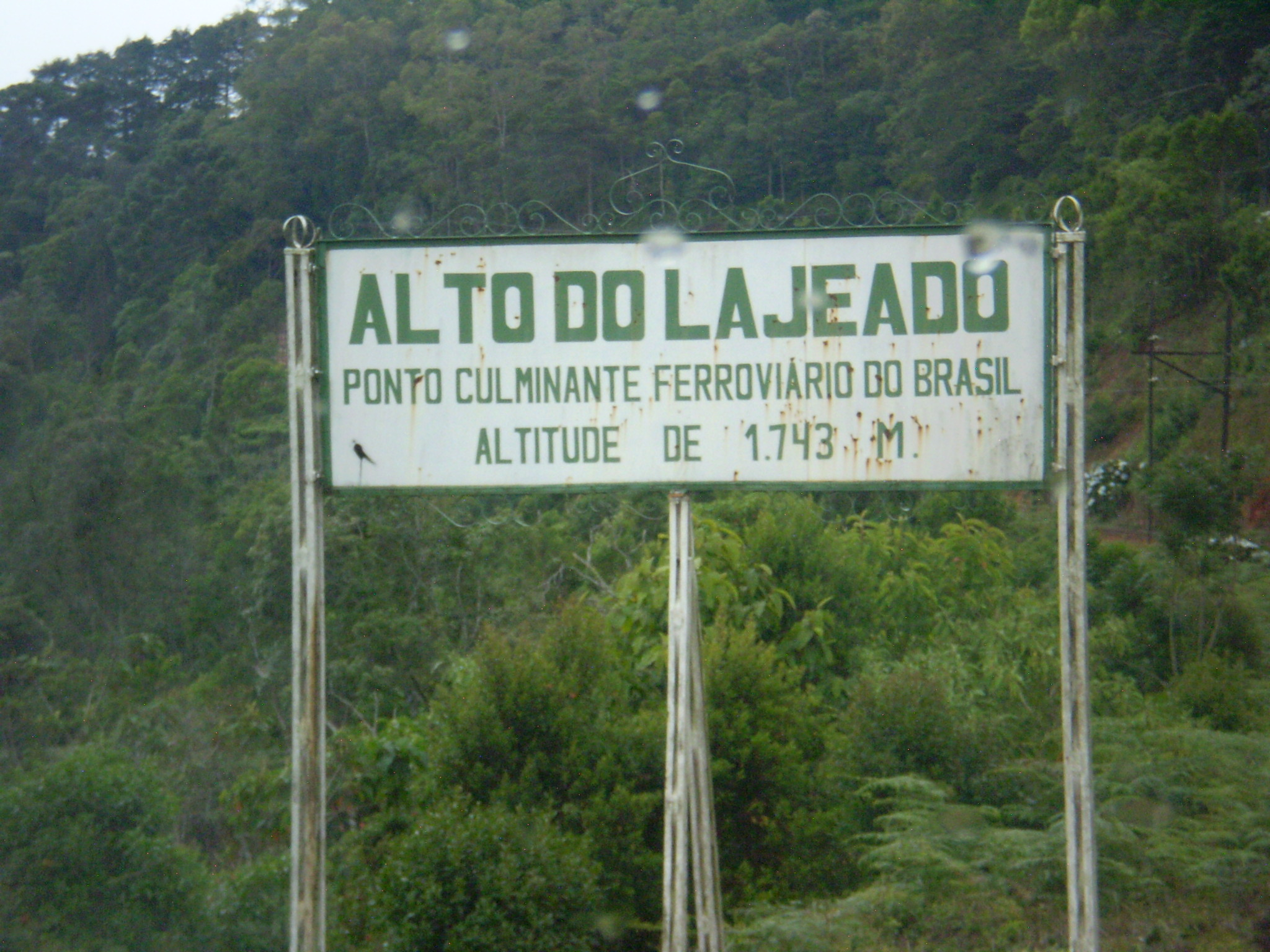
Alto do Lageado, ponto culminante ferroviário do Brasil, com altitude de 1.743 m
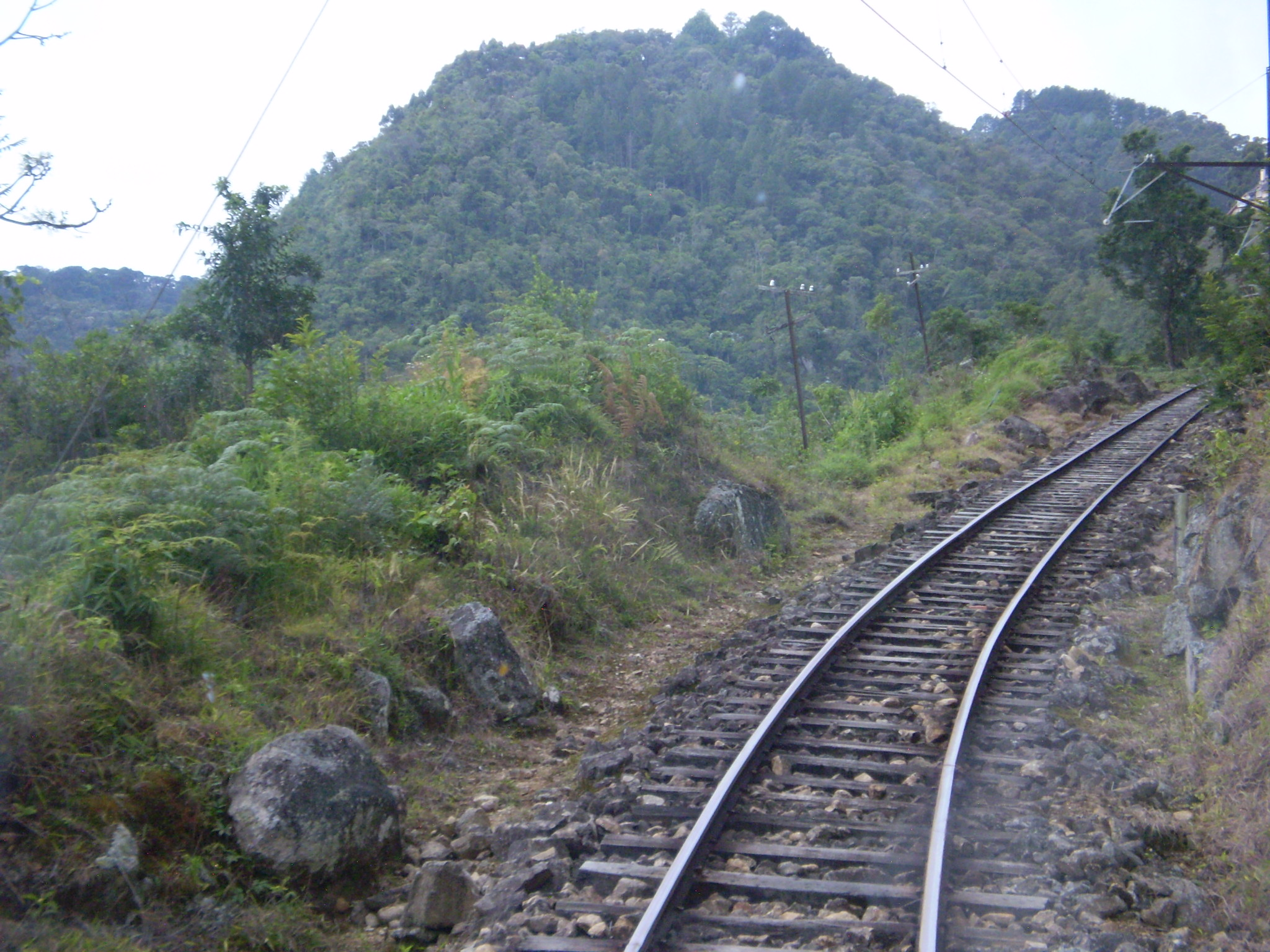
Trecho com 11 porcento de inclinação, vencido em livre aderência
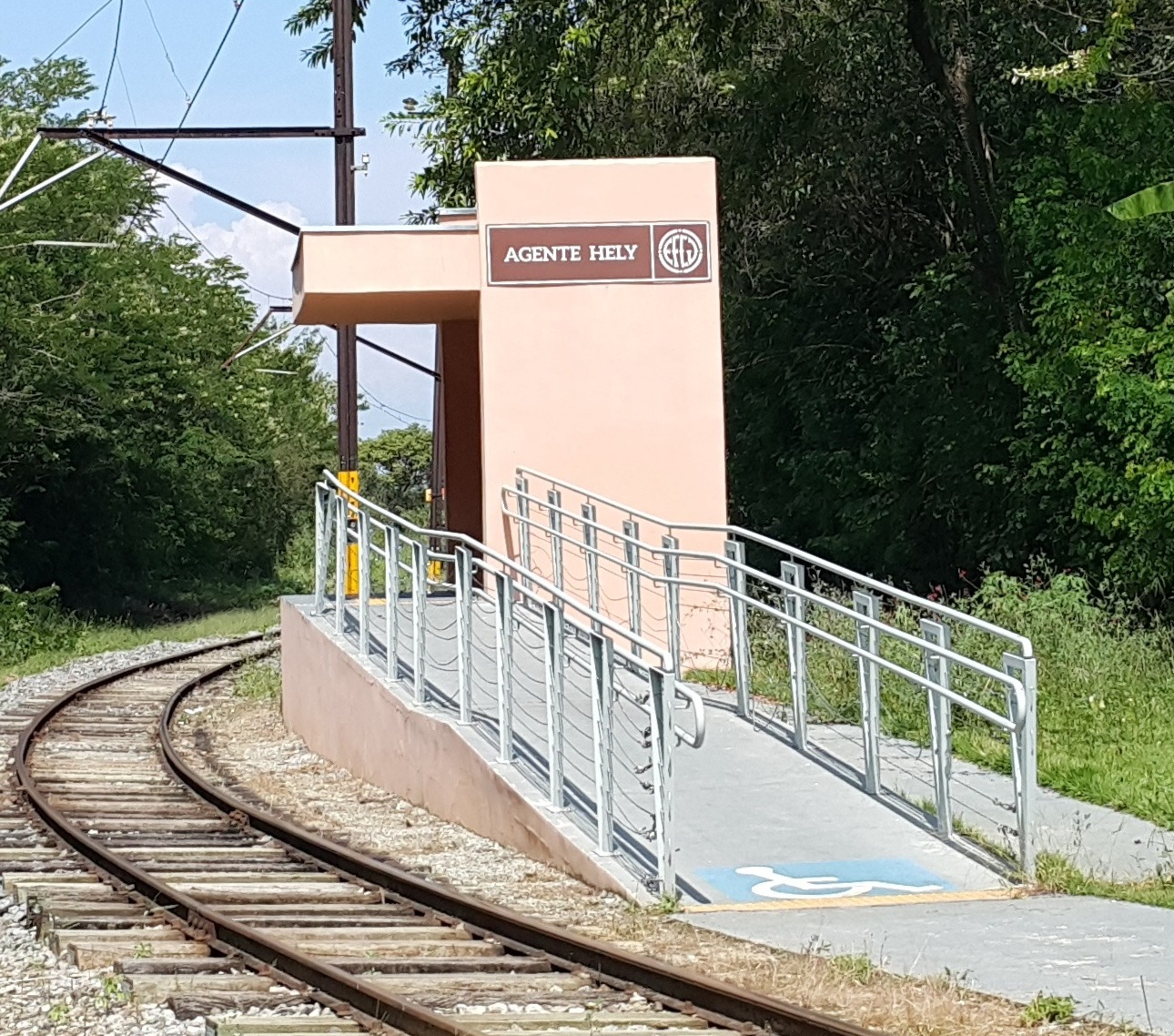
A Parada Agente Hely (quilômetro 11) em 2019. A parada de 1953 foi reconstruída em 2015.

## Material Rodante
A EFCJ possui em sua frota 3 locomotivas, sendo uma a vapor, uma a gasolina e uma elétrica, 7 automotrizes (inclusos 3 bondes), 2 gôndolas de manutenção e 10 carros (incluso um vagão transformado em carro de passageiros, denominado V1).